# 580
580 је била преступна година.

## Догађаји
- Започета Опсада Сирмијума

- Римски сенат шаље амбасаду у Цариград, са поклоном (3.000 фунти злата) цару Тиберију II Константину, уз молбу за помоћ против Лангобарда.
- Словени у великом броју насељавају на Балканско полуострво. Авари, под краљем (каганом) Бајаном, упадају у Доњи Дунав (данашња Бугарска).
- Опсада Сирмијума: Авари марширају на десну обалу реке Саве и опседају византијско упориште Сирмијум (Панонија).
- Лангобарди терају Остроготе преко Алпа (Северна Италија). Током „владавине војвода“ Лангобарди усвајају римске титуле, имена и традиције.
- Краљ Лиувигилд позива на аријански сабор у Толеду (централна Шпанија), који мења неколико доктрина; покушава да уједини хришћане унутар Визиготског краљевства.
- Етелберт од Кента је наследио свог оца Еорменрика као краљ (бретвалда) Кента.
- Династија Северни Џоу, стратешки базирана у басену реке Веј, је врховна у северној Кини. На југу само династија Чен остаје ривал.
- Кинески град Је (Хенан) сравњује са земљом Јанг Ђијан, будући оснивач династије Суи, који побеђује снаге отпора под Јучи Ђионгом.
- Григорије Турски је изведен пред сабор епископа, под оптужбом да је клеветао франачку краљицу Фредегунд.